# RG Veda
RG Veda (聖伝, Seiden) (que pode ser traduzido como “Escritura Sagrada”) é um manga épico criado por CLAMP, consistindo em dez novelas gráficas ao todo. Foi publicado primeiramente no Japão em 1989 como a primeira obra oficial do CLAMP. A história caracteriza-se por elementos da Mitologia Védica; o próprio título é uma alteração de Rigveda, o mais antigo dos quatro escritos religiosos Hindu conhecidos como o Vedas. A série é conhecida por sua arte extravagante, rica e detalhada. Foi popular o bastante para inspirar um OVA de 2 episódios (que pode ser encontrado em DVD).
No Brasil, a Editora JBC publica o mangá na versão Tonkohon integral, com 10 volumes, desde novembro de 2012.

## História
Trezentos anos atrás, o deus do trovão, Taishakuten, rebelou-se contra o Imperador dos Céus, matando-o e o deus-guardião Ashura-ō. Com a ajuda da esposa de Ashura-ou, Shashi, ele usurpou o trono e começou seu reino cruel como o novo imperador. Entretanto, uma profecia foi feita:
"Seis estrelas golpearão a terra. Você é a estrela negra que irá contra os céus. Sua jornada começa quando você encontrar a criança de uma raça desaparecida. Eu não posso ver se a criança é boa ou má, só sei que esta criança pode girar a roda do destino dos céus…"
Seguindo esta profecia, o Guerreiro Guardião do norte, Yasha-ou, acorda a criança sem sexo de Ashura-ō, Ashura, que dormiu os últimos trezentos anos sob um selo mágico. Acreditando que profecia significar que as “seis estrelas” juntas podem destruir Taishakuten, ele e Ashura se saem à procura das “seis estrelas”.
Depois de um tempo, juntam-se a eles Souma, Ryu-ou e Karura-ou, três das seis estrelas da profecia, que Yasha-ō e Ashura também são. Um personagem misterioso que aparece e desaparece regularmente, Kujaku, dá-lhes o conselho útil, mas suas natureza e intenções são obscuras.
O delicado e infantil Ashura (referido como “ele” por conveniência, embora algumas traduções usam um pronome feminino) logo revela-se com um alterego mortal, um jovem que tem prazer com a morte e destruição, mas este lado se mantém suprimido pela afeição de Ashura por Yasha-ou.

## Personagens

### Yasha-ou
Líder do clã Yasha do norte, Yasha é um homem de poucas palavras e é considerado o homem mais forte do Tenkai. Em um dia, Yasha acaba libertando Ashura, filho de Ashura-ou, do seu sono e leva ele para cuidar. Por ter abrigado Ashura, o seu clã é dizimado provocando um sentimento de vingança em Yasha.

### Ashura
Filho de Ashura-ou, é o último sobrevivente do seu clã. Ficou adormecido na Floresta Maya por 300 anos. Ashura é uma criança energética, sentimental e consciente do que terá que fazer para realizar a profecia. Ele carrega consigo a lendária espada Shura, que só pode ser usada pelo mais forte do clã Ashura.

### Ryuu-ou(Naga)
Ryuu e o líder do clã Ryuu do leste e é um adolescente muito energético. Acompanha Yasha-ou e Ashura em sua jornada para realizar a profecia, só para um dia lutar contra Yasha.

### Karura-ou
Líder do clã Karura do sul, está sempre acompanhada de uma ave chamada Garuda. É uma mulher muito leal e honesta. Serve a Taishakuten mas não gosta dele e preferia abandonar o Tentei, mas não faz isso por medo do Imperador destruir o seu clã e a sua pessoa mais preciosa, que é a sua irmã.

### Kendappa-Ou
A melhor musicista de todo o Tenkai, salvou Souma e a abrigou em sua casa. Kendappa é fiel, justa e simpática.

### Souma
Um dia Taishakuten, ouviu falar que quem bebesse o sangue de alguma pessoa do clã Souma, teria vida eterna. Com essa informação, mandou destruir o clã, mas só uma pessoa sobreviveu ao massacre. Souma fugiu e então aparece Kendappa que a salva e a mantei escondida em seu reino. Por isso Souma tem um grande apreço por Kendappa e elas são muito apegadas uma com a outra.

## Curiosidade
- O grupo CLAMP era formado por 11 pessoas. Logo que começaram esse mangá, problemas foram surgindo e o grupo se separou; ou seja, ao fim da obra de RG Veda só sobraram as 4 amigas.